# 川田広樹
川田 広樹（かわた ひろき、1973年（昭和48年）2月1日 - ）は、日本のお笑いタレントで、ガレッジセールのツッコミ担当。
沖縄県那覇市出身。吉本興業東京本社所属。身長177cm、血液型A型。那覇市立松城中学校、沖縄県立真和志高等学校卒業。2005年4月2日より、芸名を『川田』から本名である『川田広樹』に改める。

## 人物
- 1995年に、中学校の同級生であるゴリとお笑いコンビ『ガレッジセール』結成。担当は主にツッコミ。それ以前にも一度別の人物とコンビを組んでイベントなどに出場した。また、沖縄のお笑いコンテストにて準優勝の経験もある。ブレイクダンスのテクニックはゴリに匹敵する。運動神経抜群で、学生時代はバレーボール部に在籍していた。
- 控えめな性格かつ、極度の天然ボケである。
- 『クイズ!ヘキサゴンII』（フジテレビ系）の予選ペーパーテストにて里田まい[4]に負けたことがある[5]。
- バイクを好み、オフロードバイクで階段を昇り降りできる。
- 釣りも趣味にしている。
- 下積み時代は田村亮（ロンドンブーツ1号2号）の自宅で居候していた。2000年に亮がバイク事故で両腕を骨折した際には生活全般すべての世話を担った。
- 2003年、大阪出身の女性と結婚。枚方市に住まいを構え、2005年11月には娘、2008年に息子が生まれた。
- 過去のプロフィールには、中央大学商学部卒業と記載されていた。
- 2009年8月28日放送の『ごきげんよう』（フジテレビ系）出演時、自身のウィキペディアページに記載のあった長野県出身とする内容を相方のゴリが指摘し、生まれも育ちも沖縄県であると訂正した[2]。
- 2019年11月28日放送の『秘密のケンミンSHOW』出演時、かつて愛知県一宮市に住んでおりモーニング文化を楽しんだエピソードを披露した（どの時期なのかは明言しなかった）。

## エピソード
- 100円ショップにて「これいくらですか?」と店員にたずねたことがある。どの商品も100円だと認識していたが、100円とは思えないほど高価にみえた商品だったため値段を聞いたという
- 東京に来て初めて電車（山手線）に乗った際、手を挙げて電車を停めている[6]。
- 『笑っていいとも!』（フジテレビ系）の放送終了後、他のメンバーと「叩いてかぶってじゃんけんぽん」をした際、なぜかピコハンで自分の頭を2回叩いている[7]。
- 『笑っていいとも!』にて、川田でも正解できるであろう常識問題を選んで出題し、8問連続正解させられれば賞品獲得できるという「川田チャレンジ2004 常識リフティング」というコーナーが存在した。例として「電話で親族を装って親族からお金をだまし取る犯罪は何サギ？」という問題に「もしもし詐欺」と回答している（正解は「オレオレ詐欺」）。
- コントで使用する女性用下着を購入するため、変装せず売り場へ足を運んだが、周囲からガレッジセールの川田だと気付かれてしまった。どうにかごまかす方法はないかと考え、レジにて声色を変え「これください」と言ったという。
- 人間ドックでの再検査のため、吉本興業はスケジュールを空けたが、当該日に友人と会う約束をしてしまい、「今日は、具合が悪いので行けません」と病院に連絡している。
- 相方が圧倒的なキャラクター性を持つゴリであるため、「じゃない方芸人」として『アメトーーク!』へ出演し、自身の目立たないエピソードを披露した。
- 『ダーウィンが来た! 〜生きもの新伝説〜SP「ミラクル・スピーシーズ　いざ出発!新種発見の大冒険へ」』（NHK総合）に出演時、沖縄県久米島付近の海中にて新種のカニ（番組では『カワタガニ』と仮に命名した）を発見し、新属新種と認定された[8]。
- ゴリとバイクのツーリング中、一時停止していたときに自転車に乗った柄の悪い雰囲気の男に当て逃げされたことがある。川田はその場からUターンしてその自転車へバイクで突撃したという。
- 川田が生まれる前年（1972年）に出身地である沖縄が本土返還されており、その前後に生まれた世代は同県内にて「復帰っ子」と呼ばれている。川田は生まれた直後だったため返還された記憶がなく、県外では”復帰っ子”と呼ばれることもないため、沖縄復帰を特に意識することなく歳を重ねていく。転機が訪れたのは2020年夏。地元の友人からの「復帰っ子でなにかやらないか」という提案をきっかけに、2021年5月に復帰っ子世代を中心とする「結515」を設立。沖縄戦をテーマとしたドキュメンタリー映画『にげるは生きる〜結どぅ宝』を制作した[9][10]。

## 主な出演

### バラエティ番組
レギュラー
- サタハピぷらす（2017年10月14日 - 2019年3月30日、静岡朝日テレビ）

単発
- OTV開局35周年記念番組 素人お笑い選手権（1994年11月3日、沖縄テレビ）ガレッジセール前のコンビで出演。

### ドラマ
- ちゅらさんシリーズ（NHK総合） - 島袋正一 役
  - ちゅらさん（2001年4月 - 9月）
  - ちゅらさん2（2003年4月）
  - ちゅらさん3（2004年9月）
  - ちゅらさん4（2007年1月13日・20日）
- 鬼嫁日記（2005年10月 - 12月、フジテレビ）友情出演
- チェケラッチョ!! in TOKYO（2006年4月 - 6月、フジテレビ） - 喜屋武茂雄 役
- 山おんな壁おんな（2007年7月 - 9月、フジテレビ） - 松原徹人 役
- 美ら海からの年賀状（2007年12月、フジテレビ） - 小原吾朗 役
- リセット 第4話（2009年2月5日、読売テレビ） - 　大野隆司 役
- 碧の海〜LONG SUMMER〜（2014年6月 - 8月、東海テレビ） - 高峯健吾 役
- 月曜ゴールデン 十津川警部シリーズ　「サンライズ出雲の女」54（2015年4月13日、TBS） - 軽部孝 役
- ちむどんどん (2022年4月26日、NHK総合) - マスター 役
- スタンドUPスタート 第10話 - 最終話（2023年3月22日 - 29日、フジテレビ） - 記者 役[11]
- 姪のメイ（2023年9月8日 - 10月13日、テレビ東京） - 平田建一 役[12]

### ラジオ
- 川ちゃんのちゃーあしびーRADIO!（2006年10月1日 - 2007年7月28日、FM沖縄）
- みーぱちパーチ！（RBCiラジオ）
- ツリラブ（目黒FM）

### 映画
- チェケラッチョ!!（2006年）喜屋武茂雄 役
- 南の島のフリムン（2009年）東風平 役
- お墓に泊まろう!（2010年・沖縄国際映画祭にて上映）
- 琉神マブヤーTHE MOVIE 七つのマブイ（2011年）玉城先生 役
- ガマゴリ・ネバーアイランド（2012年）
- ジェリー・フィッシュ（2013年、監督:金子修介）森本裕司 役
- NMB48 げいにん!THE MOVIE リターンズ 卒業!お笑い青春ガールズ!!新たなる旅立ち（2014年、内田秀実監督）
- スイーツライフ（2015年） - 市長 役[13]
- だからよー鶴見（2020年、渡辺熱監督) 主演 知花琉次 役
- 嘘の起源「ホワイト ライ」（2023年、谷口雄哉監督）[14]
- 木の上の軍隊（2025年、平一紘監督）農道の農民男 役[15]
- 風のマジム（2025年公開予定、芳賀薫監督） - 友利 役[16]

### 声の出演
- キャプテン・ウルフ（2005年）カモのゲリー 役（日本語吹替）
- スパイアニマル・Gフォース（2010年）ハーレー 役（日本語吹替）[17]
- 沖縄で好きになった子が方言すぎてツラすぎる（2025年）甲子園の実況 役（アニメ）

### 舞台
- 田村亮一座立ち上げ公演 「噂のホスピタル〜太陽のコマチ．エンジェル〜」（2007年）
- Piper #8『THE LEFT STUFF』（2010年 4月〜5月）イーサン小西役
- 戦後80周年祈念 舞台『生きているから 〜対馬丸ものがたり〜』（2025年8月〈予定〉）[18]